# Къзълкум
Къзълку́м (на узбекски: Qizilqum; на казахски: Қызылқұм; букв. „червен пясък“) на руски: Кызылкум) е голяма пясъчна пустиня в централната част на Средна Азия, простираща се на територията на Узбекистан, Казахстан и Туркменистан, с площ около 300 хил.km² (11-ата по големина пустиня в света).

## Географска характеристика

### Разположение
Пустинята Къзълкум заема обширна територия от около 300 хил.km² между Аралско море на северозапад, река Сърдаря на североизток, крайните западни разклонения на планинските системи на Тяншан и Памиро-Алай на изток и река Амударя на югозапад.

### Релеф, геоложки строеж
Пустинята представлява обширна равнина с общ наклон на северозапад, от 300 m на югоизток до 53 m на северозапад. Има редица затворени котловини (падини) и изолирани, силно разчленени остатъчни възвишения – Букантау (764 m), Кулджуктау (785 m), Тамдитау (922 m) и др., изградени от силнодислоцирани и метаморфозирани палеозойски шисти, кварцити, варовици и гранити. Върховете на повечето възвишения са плоски и заравнени, а склоновете им скалисти и силно разчленени. Големи части от територията на пустинята са заети от пясъчни масиви, образувани от полузакрепени пясъци. Най-разпространи са дългите пясъчни хълмове с меридионално простиране. Относителната височина на тези пясъчни хълмове е от 3 до 30 m, максимална – до 75 m. Равниннте прастранства на пустинята са изградени от кайнозойски глини и пясъчници, а на север и северозапад от пясъчно-глинестите наслаги на река Жандаря и древните долини на реките Сърдаря и Амударя (Акчадаря), вливали се в миналото в югоизточната част на Аралско море. Освен това обширни пространства на северозапад са заети от равнини глинести пространства – такири.

### Климат
Климатът е рязко континентален. Лятото е горещо, със средна юлска температура от 26 °C до 29 °C, средна януарска – от -9 °C до 0 °C. Максималната измерена температура е 51,7 °C през юли 1983 г. в селището Керки по поречието на река Амударя. Годишната сума на вележите е от 100 до 200 mm, с максимум през зимата и пролетта.

### Води
По цялата територия на Къзълкум няма нито един повърхностен воден поток, но има богати запаси от пресни напорни подземни води.

### Почви, растителност, животински свят
Пустинята Къзълкум е разположена основно в средната подзона на пустините на умерения пояс, а южните ѝ части, на прехода към субтропичните пустини. Почвите са предимно сиво-кафяви и пясъчни, като има много солонци и солончаци. В растителната покривка преобладават ефемерите и ефемероидите. За пясъчните масиви са характерни пясъчната острица, белия саксаул, няколко вида кандим и черкез, а за глинестите възвишения – пелиново и пелиново-храстова растителност. На северозапад има пространства заети от солончаков ежовик с примеси от солянка, а по сухите долини – редки горички от черен саксаул.
Животинския свят в пустинята е приспособен за съществуване без вода, която получават предимно с храната. За да намалят потребностите си от вода повечето животни водят нощен живот. От бозайниците се срещат антилопа джейран, тънкопръстов и жълт лалугер, скачаща мишка, пясъчна и степна котка, вълк, лисица корсак, заек толай. Птиците са представени от бухлат жаворонок, пустинна славка, дропла, саксаулска сойка и др. Главни представители на влечугите са: змии (ефа, пепелянка, пясъчен удушвач, смок), гущери, степни костенурки.
Пустинната фауна включва и някои прелетни птици, зимуващи в северните ѝ части. През 1971 г. е основан резервата „Бухара“ с площ от 101 000 km2, като по-голямата част от него са мочурища наводнени от реката Амударя. Той се намира близо до селото Дарган Ата. В резервата също има и елени (чието име носи), диви свине, фазани и златен орел.

## Стопанство
Местното население използва голяма част от Къзълкум като пасища за добитъка (главно овце и камили). Експлоатират се залежи на злато, уран, мед, алуминий, сребро, природен газ, нефт, мрамор, графит и др.. През 1970 г. започва развитието на минната индустрия като най-значимата златна мина в района е в местността „Муратау“. В централните и западните части на пустинята са открити големи артезиански басейни, от които се водоснабдяват множество селища. В резултат на извършените иригационни дейности се създават нови оазиси, които се явяват центрове на животновъдни стопанства.